# کیشلان-کوتسه
کیشلان-کوتسه (به لهستانی:  Kisielany-Kuce) یک روستا در لهستان است که در گمینا موکوبوده واقع شده‌است.